# حلبا
حلبا هي مدينة لبنانية ومركز محافظة عكار الواقعة في شمال لبنان. تقع في تجمع للقرى يسمى نجد عكار، في عام 1886 م نقل قائم مقام عكار محمد باشا المحمد مركز قضاء عكار العثماني التابع لسنجق طرابلس من البرج إلى حلبا.